# Hover Ace
Hover Ace: Combat Racing Zone (также HoveRace) — компьютерная игра в жанре гонки/экшн, разработанная украинской студией GSC Game World и изданная Strategy First. Изначально была разработана для игровых приставок, позже в 2002 году была выпущена на Windows. Разработчики называли игру духовным наследником Deathtrack и Star Wars: Racer

## Игровой процесс
Действия разворачиваются в постапокалиптическом мире на разных планетах Солнечной системы — Венере, Земле, Марсе и «Планете ледников», где происходят гонки на футуристических летающих автомобилях (ховерах).
За прохождение точки сохранения на трассе игрок получает очки, причем их количество зависит от места, на котором он сохранился, а также уровня сложности. Кроме того, можно обогнать противника и уничтожить его, получив в награду очки. На трассе есть множество объектов, разрушение которых создаёт препятствия для соперников и также приносит очки. На трассе встречаются бонусы: Экстра-повреждения, Стелс, ускорение, защита. Игроки отличаются внешне и характеристиками автомобиля; кроме того, у каждого противника настроен уровень агрессии и водительских навыков. В настройках настраивается скорость.
После гонки очки превращаются в деньги, и потом определяют рейтинг игрока в общем зачете. Деньги тратятся на улучшение уже имеющихся автомобилей (скорость, ускорение, управляемость, мощность, слоты оружия) и покупку новых, также на покупку нового оружия, оборудования, двигателей, генераторов и щитов. Генераторы нужны для питания некоторых устройств и оружия. В гараже может находиться только один ховер, купив новый, игрок теряет старый.

## Разработка
Разработка игры началась в 1998 году. Изначально Hover Ace задумывалась как игра в стиле Need for Speed, но с боевой системой. Поскольку игра рассчитывалась на выпуск на игровых приставках, акцент делался на однопользовательскую игру.

## Оценки игры
Hover Ace получила одобрение критиков. Самая низкая полученная оценка — 60/100 от AG.ru, самая высокая — 90/100 от Game.EXE.